# Auslagenpauschale
Die Auslagenpauschale ist eine in dem in Deutschland seit dem 1. Juli 2004 geltenden Rechtsanwaltsvergütungsgesetz (RVG) geregelte Pauschale, die die Entgeltung der einem Rechtsanwalt bei der Bearbeitung einer Angelegenheit angefallenen Auslagen für Porti, Telefonate etc. regelt.
Sowohl für die außergerichtliche Vertretung des Mandanten als auch für die Vertretung in jeder einzelnen gerichtlichen Instanz kann der Rechtsanwalt seinem Mandanten eine gesonderte Auslagenpauschale in Rechnung stellen. Die Höhe der tatsächlich angefallenen Auslagen (Porti, Telefonate etc.) ist dabei nicht von Bedeutung; allerdings ist der Rechtsanwalt auch berechtigt, auf die Erhebung der Auslagenpauschale zu verzichten und stattdessen die tatsächlich angefallenen Kosten, die er in diesem Falle allerdings belegen müsste, zu liquidieren.
Die Auslagenpauschale ist im Vergütungsverzeichnis unter Nr. 7002 festgesetzt. Die Höhe der Pauschale beträgt 20 % der in einer Angelegenheit bzw. der jeweiligen Instanz angefallenen Gebühren, darf jedoch 20,00 € jeweils nicht übersteigen.